# Centranthus angustifolius
Centranthus angustifolius là một loài thực vật có hoa trong họ Kim ngân. Loài này được (Mill.) DC. mô tả khoa học đầu tiên năm 1805.

## Hình ảnh

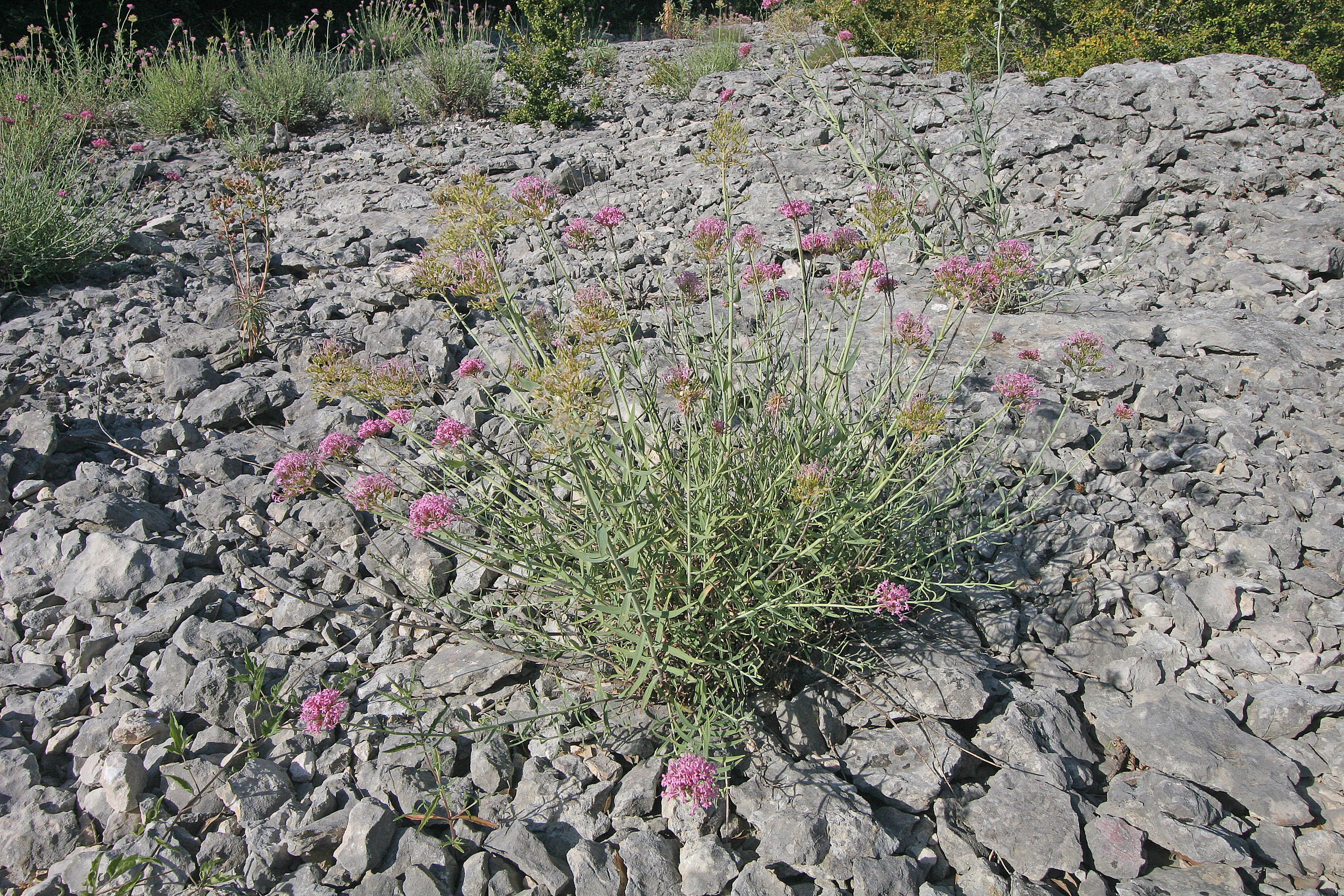
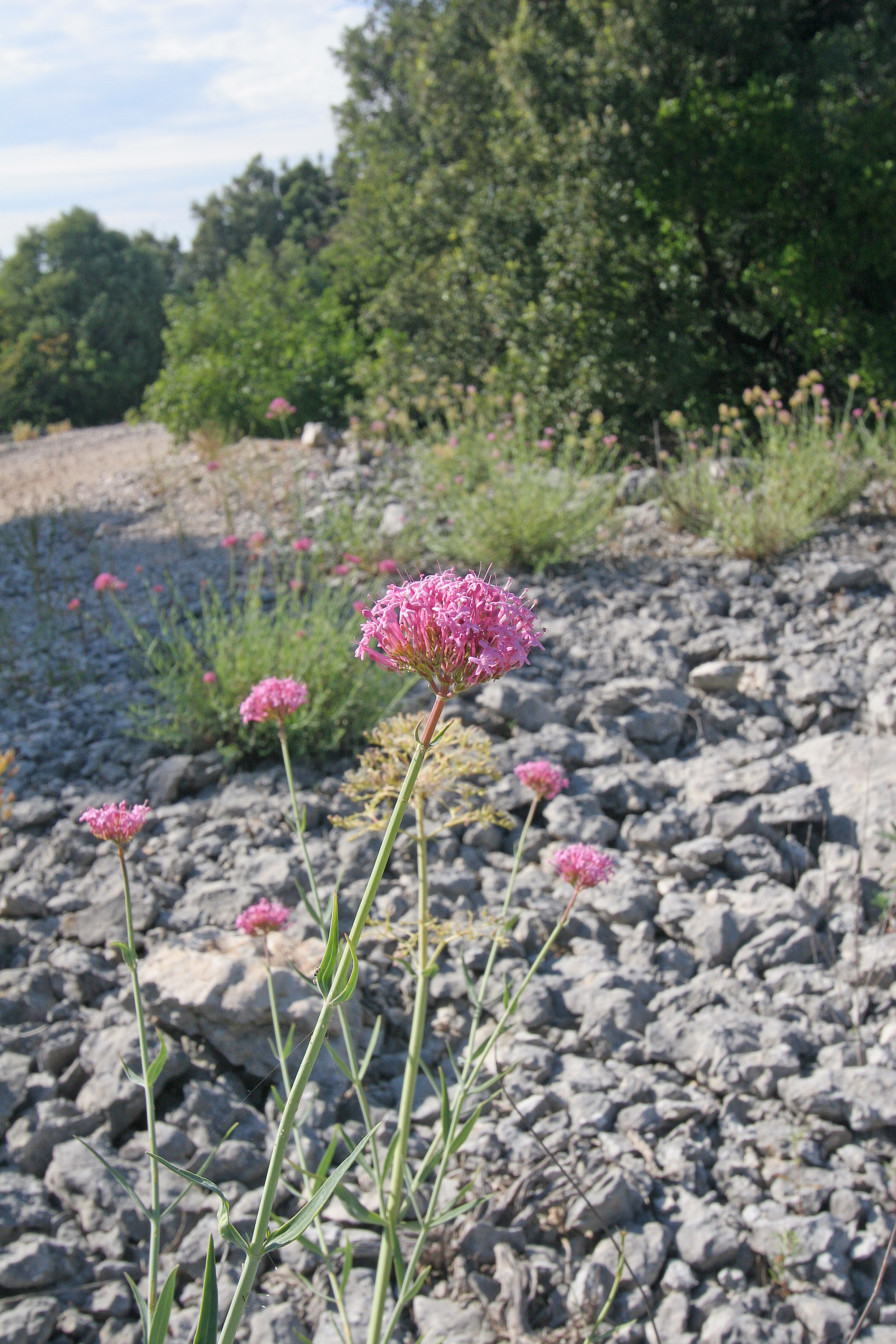